# Convento dei Frati Minori Osservanti di San Francesco
Il convento dei Frati Minori Osservanti di San Francesco era un convento di Ficarra.

## Storia e descrizione
Il convento è situato sulla collina più alta di Ficarra è venne costruito nell'XI secolo dai monaci della regola di san Basilio. Dopo la caduta degli arabi-musulmani, il convento cadde in disgrazia come tutti i monaci di san Basilio.
Venne ricostruito nel 1522. Successivamente, ospitò la seconda biblioteca di Sicilia, con ben 828 volumi. Dal 1866 (per la confisca dei beni ecclesiastici da parte dello stato) il monastero fu abbandonato e via via cadde sempre più per l'incuria. Nel 1885 il convento fu definitivamente abbandonato con la morte di padre Illuminato Alberto.
Nel primo dopoguerra, il regime fascista suggerì la creazione di un parco dedicato ai caduti della prima guerra mondiale a Ficarra. Venne individuato come luogo utile il chiostro del convento, in quel momento adibito a cimitero comunale. Si procedette quindi ad esumare decine di salme per poter ottenere lo spazio utile ad ospitare delle aiuole, la lapide commemorativa e i 44 cippi marmorei che ricordavano i caduti. Il 4 novembre 1927 il podestà Pietro Milio inaugurò il parco delle Rimembranze. Ogni anno, fino a dopo la seconda guerra mondiale, in occasione dell'anniversario della fine della guerra, i ficarresi in processione ricordavano i patrioti.
Di ciò che fu un tempo uno splendido edificio si conservano le mura perimetrali e il portale, l'abside e un magnifico arco a pieno sesto della adiacente chiesa di Santa Maria del Gesù.

L'ingresso del parco delle Rimembranze, all'interno del convento dei Cento Archi